# 小行星7590
小行星7590（7590 Aterui）是一颗绕太阳运转的小行星，为主小行星带小行星。该小行星于1992年10月26日发现。

## 轨道参数
小行星7590的轨道半长轴为2.2248349 UA，离心率为0.095。